# Центрально-Европейский оборонный союз
Центрально-Европейский оборонный союз, ЦЕОС (англ. Central European Defence Cooperation, CEDC) — военное объединение, в которое входят шесть государств Центральной Европы: Австрия, Чехия, Словакия, Венгрия, Словения и Хорватия. Польша имеет статус наблюдателя в рамках данной организации.
Главной целью союза является укрепление сотрудничества в сфере безопасности, включающее совместное использование оборонного потенциала стран-членов и проведение общих военных учений. После европейского миграционного кризиса 2015-2016 годов, объединение также сосредоточилось на решении проблемы массовой миграции.
ЦЕОС был создан в 2010 году. Все его члены также являются членами Евросоюза, и все, кроме Австрии, входят в НАТО. Страна, имеющая председательский статус, меняется ежегодно. По состоянию на 2022 год, данную должность занимает Австрия.
Геополитические границы объединения частично совпадают с границами бывшей Габсбургской монархии и её преемников — Австрийской империи и Австро-Венгрии. Суммарная территория стран-членов ЦЕОС составляет 381 682 км2 (при общем населении в 40 899 443 человека), в то время как территория Австрийской империи на момент 1804 года составляла 698 700 км2.

## История
Формирование объединения началось в конце 2010 года, а первая встреча министров обороны стран-членов состоялась в июне 2012 года в Фрауэнкирхене, Австрия.
С 31 марта по 1 апреля 2016 года в Вене прошла конференция министров обороны стран-членов ЦЕОС, а также Польши, Сербии, Северной Македонии и Черногории. Главной темой обсуждения стал европейский миграционный кризис. Представители Германии и Греции был приглашены, но так и не приняли участие во встрече. На конференции была выдвинута совместная инициатива по обеспечению безопасности внешней границы союза, дальнейшему закрытию Балканского миграционного маршрута и реализации мер по расселению ранее прибывших мигрантов.
19 июня 2017 года в Праге шесть стран, входящих в ЦЕОС, обязались установить более тесное сотрудничество в борьбе с нелегальной миграцией, в том числе и путём применения вооружённых сил. Цель объединения — добиться того, чтобы все мигранты, желающие попросить убежища в Евросоюзе, делали это за его пределами. Страны ЦЕОС также работают над общим планом действий, который включает в себя распределение задач между армиями, правоохранительными органами и другими госструктурами государств-членов, в случае возникновения потребности в совместном реагировании.
В сентябре 2017 года ЦЕОС организовал совместные военные учения Cooperative Security 2017 (COOPSEC17) в Аллентштайге, Австрия, посвящённые защите границ от массовой нелегальной миграции.